# Stjarnan (fútbol femenino)
El Stjarnan es la sección de fútbol femenino del club polideportivo islandés Ungmennafélagið Stjarnan. Se encuentra ubicado en Garðabær, Islandia, y juega en la Úrvalsdeild, máxima categoría del fútbol femenino en el país. Hace de local en el Estadio Samsung ubicado en Garðabær y sus colores son azul y blanco. El Stjarnan ganó el campeonato islandés cuatro veces y también la Copa Femenina de Islandia en 2012, 2014 y 2015.

## Palmarés
- Úrvalsdeild (4)
  - Campeón: 2011, 2013, 2014, 2016.[4]
- Copa de Islandia (3)
  - Campeón: 2012, 2014, 2015
- Supercopa de Islandia (2)
  - Campeón: 2012, 2015